# Wala (langue)
Pour les articles homonymes, voir wala.
Le wala (ou langalanga) est une des langues des Salomon du Sud-Est, parlée par 6 980 locuteurs (1999) à Malaita (centre-ouest). Son lexique est semblable à 56 % avec celui du kwaio et de 66 % avec celui du kwara’ae. C'est une langue SVO.